# Лунгро
Лунгро (итал. Lungro) — коммуна в Италии, располагается в регионе Калабрия, подчиняется административному центру Козенца.
Население составляет 3146 человек, плотность населения составляет 90 чел./км². Большинство из них — арбереши (итальянские албанцы). Занимает площадь 35 км². Почтовый индекс — 87010. Телефонный код — 0981.
Главный город итало-албанской епархии Лунгро.
Покровителем населённого пункта считается святой Николай Чудотворец. Праздник ежегодно отмечается 6 декабря.